# Nikólskoie (Tula)
Nikólskoie (en rus: Никольское) és un poble a l'óblast de Tula, a Rússia, segons el cens del 2010 tenia 348 habitants.